# Vodník (symfonisch gedicht)
De Watergeest (Tsjechisch: Vodník) is een symfonisch gedicht, in 1896 geschreven (op. 107 / B.195) door de Tsjechische componist Antonín Dvořák. Het ging in première in  Londen op 14 november 1896. 
Na zijn terugkeer uit de Verenigde Staten in 1895 legde Dvořák zich al snel toe op het voor hem nieuwe genre van het symfonisch gedicht. De Watergeest werd gecomponeerd tussen 6 januari en 11 februari 1896, en was zijn eerste werk in dit genre. Het is geïnspireerd door een gelijknamig gedicht uit de bundel Kytice (Het Boeket) uit 1853, een bloemlezing van volksballaden van Karel Jaromír Erben (1811-1890). Dvořáks symfonische gedichten (de zogenaamde Erben-cyclus) waren overigens alle zes geïnspireerd op gedichten uit deze bundel van de Tsjechische historicus, dichter en verzamelaar van Slavische volksliederen en -legenden.
De vodník is een personage uit de Slavische mythologie.

## De versie van Dvořák
In de ballade waarop Dvořák zich heeft geïnspireerd staat het boosaardige karakter van de watergeest centraal. Al was het niet de bedoeling van de componist, de basistekst van Erben lijn per lijn na te volgen, toch sluit de muziek er merkwaardig nauw bij aan. Zoals Dvořák het zelf verwoordde in een brief aan de muziekrecensent Robert Hirschfeld, wenste hij "de verschillende hoofdpersonages, hun karakter en de poëtische stemmingen uit te werken". 
De muziek vertelt het verhaal van een meisje, dat ondanks de waarschuwingen van haar moeder de was komt doen aan de oever van een meer waarin een boosaardige 'vodník' huist. Deze ontvoert het meisje naar de bodem van het meer, maakt haar tot zijn vrouw en heeft met haar een kind. Vanuit de diepte van het meer klaagt het meisje over haar sombere lot, en zingt een wiegelied voor haar kind. Ze smeekt de watergeest om nog voor één keer terug te mogen naar haar moeder. Uiteindelijk stemt hij toe. Zij mag voor één dag terug naar haar moeder, maar haar kind mag niet mee: hij wil het bij zich houden als garantie voor haar terugkeer. Op het einde van de dag komt hij zijn vrouw terughalen, maar hij klopt tevergeefs aan: de moeder wil haar dochter geen tweede maal verliezen en houdt de deur angstvallig gesloten. Om zich te wreken besluit de watergeest het kind te vermoorden. Een woeste storm steekt op, en tijdens die storm legt hij het verminkte lijkje van het kind op de drempel van het huis.
- Biblioteca Nacional de España: XX3386008
- Bibliothèque nationale de France: cb13922865t (data)
- Gemeinsame Normdatei: 300048440
- Library of Congress Control Number: n81004074
- MusicBrainz work: 74f6cbcf-553f-31a4-80c0-8edc0173b41f
- Nationale bibliotheek van Australië: 35081250
- Nationale Bibliotheek van Israël: 987007414007805171
- Virtual International Authority File: 182677068